# Oecetis catenulata
Oecetis catenulata är en nattsländeart som beskrevs av Arturs Neboiss 1989. Oecetis catenulata ingår i släktet Oecetis och familjen långhornssländor. Inga underarter finns listade i Catalogue of Life.